# Neumático Run Flat

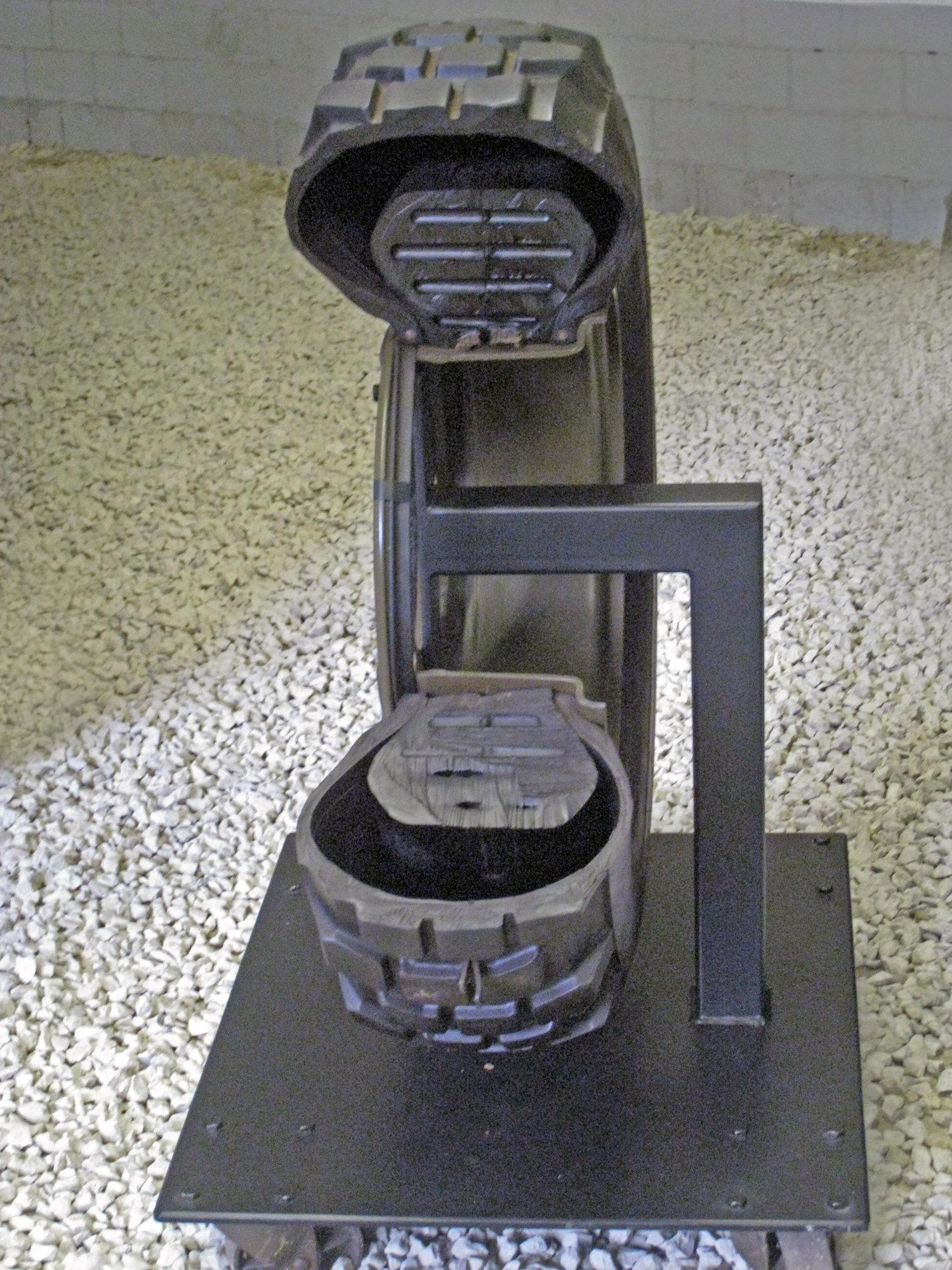
Sección de un neumático de un MOWAG Piranha

Un neumático Run Flat es un neumático reforzado que permite seguir rodando durante una cierta distancia (80 km) y a una cierta velocidad (80 km/h) cuando se produce un pinchazo.
Es el resultado de dos tecnologías diferentes: la primera consiste en introducir un soporte interior en el que se apoya la banda de rodamiento cuando falta presión en el neumático. La segunda consiste en reforzar los flancos para limitar la deformación del neumático durante la pérdida de presión. Necesita un montaje y un equipamiento especial de las ruedas del vehículo.

## Autosuficiente
Los orígenes comerciales del neumático run flat (andar pinchado) inicio en 1935, cuando se fabricó un neumático que había sido fabricado con un neumático interno. El neumático fue anunciado como protección contra reventones, una situación frecuente y peligrosa en los años 1930's
En 1934, Michelin introdujo un neumático que estaba basado en tecnología desarrollada para trenes y tranvías. Esto daba una seguridad en el borde interior del neumático que si había un pinchazo correría sobre un forro de espuma especial. El neumático fue vendido para uso militar y para vehículos especiales como los camiones blindados de los bancos, y anunciado como "casi" a prueba de balas. Aunque esto era cierto, también que el precio era demasiado caro como para ser un opción factible para la mayor parte de los automovilistas privados. 
En 1958, el equipo Chrysler con neumáticos Goodyear y la compañía de caucho ofrecieron Captive Air, neumáticos run-flat utilizados para cargar el peso.
En 1972 Dunlop lanzó el neumático Total Mobility (más tarde Denovo) rueda "a prueba de fallos" y sistema neumático el cual sería equipo opcional en el Rover P6 3500 en 1973 y en 1983 evolucionando a TD/Denloc con equipo estándar en conjunto del rango Austin Metro.
Más reciente, neumáticos run-flat fabricados por Bridgestone y Pirelli fueron suministrados en algunos modelos nuevos de los autos alemanes BMW. El fabricante de automóviles promovió su seguridad y una alternativa para no llevar una rueda de repuesto. 
La Presión Cero Neumático (PZT) [4] fue iniciado por American Engineering Group (AEG) para las Fuerzas Especiales de Estados Unidos. El prototipo de AEG disipa el calor y tiene la flexibilidad y la resistencia de los neumáticos para soportar el pesado peso de los camiones militares al mismo tiempo que proporciona una conducción relativamente segura y suave. Las características de durabilidad de este diseño se estudiaron más a fondo en cuatro tamaños de neumáticos diferentes para ATV Polaris, Toyota Hilux y Toyota Land Cruiser & GMV 1.1. vehículos de operaciones especiales.
Los neumáticos autoportantes que funcionan sin aire ahora son comunes en camiones ligeros y automóviles de pasajeros y por lo general, permiten que el vehículo se conduzca durante 50 millas (80 km) a alrededor de 50 millas por hora (80 km/h). Sin embargo, si las llantas están sujetas a este tipo de mal uso, las ruedas pueden dañarse en el proceso y la reparación puede ser imposible o insegura, especialmente si la llanta está perforada en la pared lateral o en el borde de la banda de rodadura. Estos neumáticos conllevan una penalización de peso del 20% al 40% en comparación con los neumáticos estándar similares, y el flanco más grueso también significa una mayor resistencia a la rodadura, lo que reduce el consumo de combustible del vehículo. [5] Sin embargo, la penalización de peso de la llanta individual generalmente se compensa con creces por el hecho de que el vehículo ya no necesita llevar una llanta de repuesto, así como el equipo necesario para cambiarla. Sin embargo, la pared lateral más gruesa da como resultado que se filtren más imperfecciones de la carretera a través del neumático hacia la llanta y por lo tanto, hacia el automóvil, lo que resulta en una conducción más dura. [6]

## Funcionamiento
Dependiendo del diseño, algunos neumáticos antipinchazos tienen un mejor rendimiento que los neumáticos regulares y otros ligeramente peor. Algunos antipinchazos tienen un 20% más de resistencia a la rodadura, en parte debido a su material estructural agregado y masa. Por otra parte, el arriostramiento interno en algunos antipinchazos reduce la deformación, con los efectos de reducir la resistencia a la rodadura y mejorar la eficiencia de la gasolina.
Más ventajas se derivan de no necesitar llevar rueda de repuesto: El espacio puede ser usado para otros propósitos. También, la ausencia de una rueda de repuesto contribuye a un menor peso del vehículo, lo que reducirá el consumo de combustible, las dañinas emisiones de los gases de combustión, mejorará el rendimiento y las características de manejo y frenado. Sin embargo esto puede ser invalidado por el mayor peso de los neumáticos si estos son autosuficientes.
Debido al refuerzo de las paredes laterales de los neumáticos, los neumáticos antipinchazos suelen ofrecer una conducción más firme comparada con la de los neumáticos convencionales.

## Cualidades
El principal beneficio de los neumáticos anti-pinchazos es la continuidad de movilidad en caso de una pérdida de presión de aire, ya sea debido a un pinchazo normal, un acto intencionado o un reventón del neumático cuando el vehículo está viajando a alta velocidad. Los criterios de funcionamiento son en términos de distancia y velocidad a los cuales el vehículo puede escapar sin acabar inmóvil o perdiendo el control de la dirección. Las normas habituales de funcionamiento, especialmente para militares y vehículos de seguridad son las normas Finabel.

## Cuota de mercado
Los neumáticos Run Flat representaron menos del 1% de las ventas de neumáticos de reemplazo en los Estados Unidos en 2005. En 2006, se esperaba que tales neumáticos ganaran popularidad entre los fabricantes de vehículos blindados, pero las cifras de crecimiento fueron lentas con un modelo importante, el Michelin PAX System, que ya no está siendo desarrollado por el fabricante (aunque se producirán reemplazos en el futuro previsible). [8]Un estudio de Michelin publicado en 2008 encontró que el 3% de los conductores en todo el mundo quieren llantas antipinchazos. La cuota de mercado estadounidense está muy por debajo del 1%. American Honda Motor Co. anunció que el Honda Odyssey Touring y el Acura RL 2009 fueron sus últimos modelos disponibles con llantas antipinchazos y que Honda ya no usa neumáticos antipinchazos. Esto deja solo a un puñado de fabricantes de volumen que los ofrecen como accesorios estándar y solo en algunos modelos. Una excepción es BMW, que es el instalador más grande de run-flat como equipo original. [5]
La limusina presidencial del expresidente estadounidense Barack Obama, " la Bestia ", tenía llantas antipinchazos Goodyear revestidas de Kevlar. [9]

## Factores que contribuyen a una pequeña cuota de mercado
El costo puede ser más del doble de otros neumáticos de tamaño comparable. Además, las llantas antipinchazos no pueden funcionar sin aire si el pinchazo se debe a daños en la pared lateral, una causa común de pinchazos. Además, en las mejores circunstancias, la velocidad y el rango en el que los neumáticos Run Flat pueden funcionar sin aire son muy limitados. Los neumáticos Run Flat no se pueden conducir a más de 50 millas por hora (80 km) y, por lo general, solo ofrecen hasta 50 millas de movilidad extendida. Estas limitaciones reducen el valor del gasto extra para muchos compradores. En ciertas aplicaciones, según el vehículo, el diseño específico de la llanta y la superficie de conducción, una llanta que funciona desinflada puede proporcionar de 25 a 200 millas de conducción sin aire con una velocidad limitada.
Para Goodyear Tire, un efecto sobre la cuota de mercado es la política de prohibir la reparación de neumáticos pinchados con clavos u otros peligros en la carretera; si bien los neumáticos Goodyear se pueden reparar, la garantía y la responsabilidad del fabricante quedan anuladas. 

## Desventajas
No cuentan con repuestos debido a que los vehículos que poseen neumáticos runflat no cuentan con llanta de emergencia, usando ese espacio para colocar una tercera fila de asientos, de hecho, este es uno de los motivos por lo que los fabricantes de vehículos ofrecen runflats.
Es posible que se te reviente si es que no sigues las indicaciones de velocidad menor a 80km o si conduces más de 80 km luego de recibir un pinchazo.
Es difícil saber cuando hay poco aire ya que, debido a su arquitectura más rígida, los bordes de la llanta no se abultan si hay poca presión de aire. Por ello, se recomienda medir la presión un par de veces al mes.
Costo más elevado a comparación de las llantas sin esta tecnología.